# العلاقات اليابانية الباكستانية
العلاقات اليابانية الباكستانية هي العلاقات الثنائية التي تجمع بين اليابان وباكستان.

## مقارنة بين البلدين
هذه مقارنة عامة ومرجعية للدولتين:
| وجه المقارنة                                              | اليابان         | باكستان                     |
| --------------------------------------------------------- | --------------- | --------------------------- |
| المساحة (كم2)                                             | 377.97 ألف      | 881.91 ألف                  |
| عدد السكان (نسمة)                                         | 126.79 مليون    | 197.02 مليون                |
| الكثافة السكانية (ن./كم²)                                 | 335.45          | 223.4                       |
| العاصمة                                                   | طوكيو           | إسلام آباد                  |
| اللغة الرسمية                                             | اللغة اليابانية | لغة إنجليزية، اللغة الأردية |
| العملة                                                    | ين ياباني       | روبية باكستانية             |
| الناتج المحلي الإجمالي (بليون دولار)                      | 4.87 تريليون    | 304.95 مليار                |
| الناتج المحلي الإجمالي (تعادل القوة الشرائية) بليون دولار | 5.18 تريليون    | 946.67 مليار                |
| الناتج المحلي الإجمالي الاسمي للفرد دولار أمريكي          | 34.52 ألف       | 1.43 ألف                    |
| الناتج المحلي الإجمالي للفرد دولار أمريكي                 | 36.62 ألف       | 4.81 ألف                    |
| مؤشر التنمية البشرية                                      | 0.903           | 0.538                       |
| رمز المكالمات الدولي                                      | +81             | +92                         |
| رمز الإنترنت                                              | .jp             | .pk                         |
| المنطقة الزمنية                                           | توقيت اليابان   | ت ع م+05:00                 |

## مدن متوأمة
في ما يلي قائمة باتفاقيات التوأمة بين مدن يابانية وباكستانية:
- ترتبط تسوشيما مع باكستان باتفاقية توأمة منذ 5 نوفمبر 1981.
- ترتبط كوبه مع فيصل آباد باتفاقية توأمة منذ 19 مايو 1969.

## منظمات دولية مشتركة
يشترك البلدان في عضوية مجموعة من المنظمات الدولية، منها:
| علم المنظمة | اسم المنظمة                               | تاريخ انضمام اليابان | تاريخ انضمام باكستان |
| ----------- | ----------------------------------------- | -------------------- | -------------------- |
|             | يونسكو                                    | 2 يوليو 1951         | 14 سبتمبر 1949       |
|             | الفريق المعني برصد الأرض                  | ?                    | ?                    |
|             | مؤسسة التمويل الدولية                     | 20 يوليو 1956        | 20 يوليو 1956        |
|             | المركز الدولي لتسوية المنازعات الاستشارية | 16 سبتمبر 1967       | 15 أكتوبر 1966       |
|             | بنك التنمية الآسيوي                       | 1966                 | 1966                 |
|             | منظمة حظر الأسلحة الكيميائية              | ?                    | ?                    |
|             | منظمة التجارة العالمية                    | ?                    | ?                    |
|             | وكالة ضمان الاستثمار متعدد الأطراف        | 12 أبريل 1988        | 12 أبريل 1988        |
|             | الاتحاد البريدي العالمي                   | ?                    | ?                    |
|             | الاتحاد الدولي للاتصالات                  | 29 يناير 1879        | 26 أغسطس 1947        |
|             | منظمة الشرطة الجنائية الدولية             | ?                    | ?                    |
|             | الأمم المتحدة                             | 18 ديسمبر 1956       | 30 سبتمبر 1947       |
|             | البنك الدولي للإنشاء والتعمير             | 13 أغسطس 1952        | 11 يوليو 1950        |
|             | المنظمة الهيدروغرافية الدولية             | ?                    | ?                    |
|             | منتدى آسيان الإقليمي ‏                     | ?                    | ?                    |

## وصلات خارجية
- موقع وزارة الخارجية اليابانية
- موقع وزارة الخارجية الباكستانية